# 米爾本鎮區 (內布拉斯加州卡斯特縣)
米爾本鎮區（英語：Milburn Township）是位於美國內布拉斯加州卡斯特縣的一個行政鎮區。

## 地方資料
米爾本鎮區的面積為117.44平方千米，當中陸地面積為117.40平方千米，而水域面積為0.04平方千米。根據2020年美國人口普查的數據，當地共有人口64人，而人口密度為每平方千米0.54人。